# Oituz (gmina)
Oituz – gmina w Rumunii, w okręgu Bacău. Obejmuje miejscowości Călcâi, Ferestrău-Oituz, Hârja, Marginea, Oituz i Poiana Sărată. W 2011 roku liczyła 8152 mieszkańców.